# Constantin Arianitès
Constantin Arianitès (en grec : Κωνσταντῖνος Ἀριανίτης, mort en 1050) est un général byzantin qui combat les Petchénègues dans les Balkans.

## Biographie
Il est peut-être un fils ou un parent de David Arianitès, un général réputé sous le règne de Basile II (976-1025). Il apparaît dans les sources en 1047, quand les Petchénègues franchissent le Danube pour envahir les terres byzantines. Selon Jean Skylitzès, il détient le rang de magistros et la fonction de dux d'Andrinople. C'est lui qui doit repousser cette invasion conjointement avec Basile Monachos, gouverneur de la Bulgarie, et les généraux Michel et Kegen (un Petchénègue passé au service des Byzantins). L'armée impériale réussit à vaincre les envahisseurs et, au lieu d'en exécuter les survivants, décident de les installer comme colons dans les plaines de la Mésie.
Quelques années plus tard, les Petchénègues se soulèvent et Constantin Arianitès est envoyé les combattre à nouveau sous l'autorité de l'hétériarque Constantin. Cette fois, le général byzantin Samuel Bourtzès se risque à une attaque précipitée qui provoque une déroute byzantine à Basilike Libas, près d'Andrinople. Arianitès est gravement blessé par un javelot qui lui perce le ventre et il meurt deux jours plus tard, tandis qu'un autre général de haut rang, Michel Dokeianos, est capturé et exécuté,. Selon Rodolphe Guilland, il détient probablement le rang de domestique des Scholes d'Occident au moment de la bataille.